# Herren von Heinriet

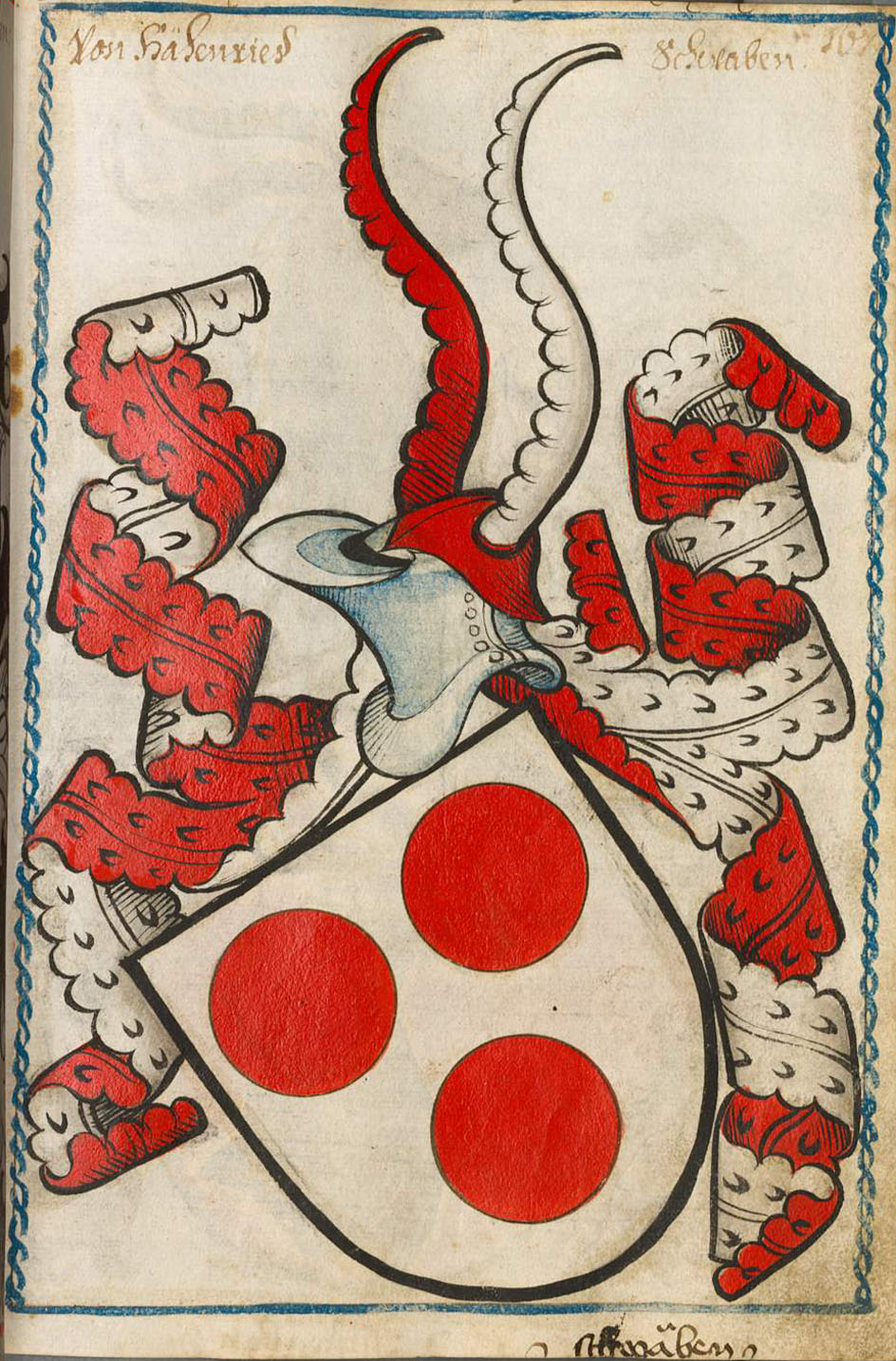
Familienwappen nach dem Scheiblerschen Wappenbuch

Die Herren von Heinriet waren ein schwäbisches Adelsgeschlecht, das 1139 erstmals erwähnt wurde und 1462 ausstarb. Sie besaßen unter anderem Burg Wildeck, Schloss Lehen, Happenbach, Stocksberg sowie die Burg Dallau und Güter im Elztal.

## Namensüberlieferung
Ein Ortsteil der Gemeinde Untergruppenbach ist Unterheinriet, zu dem die Weiler Oberheinriet und Vorhof gehören. Mit den Ortsbezeichnungen Unterheinriet und Oberheinriet ist der Name der Herren von Heinriet überliefert.

## Burg

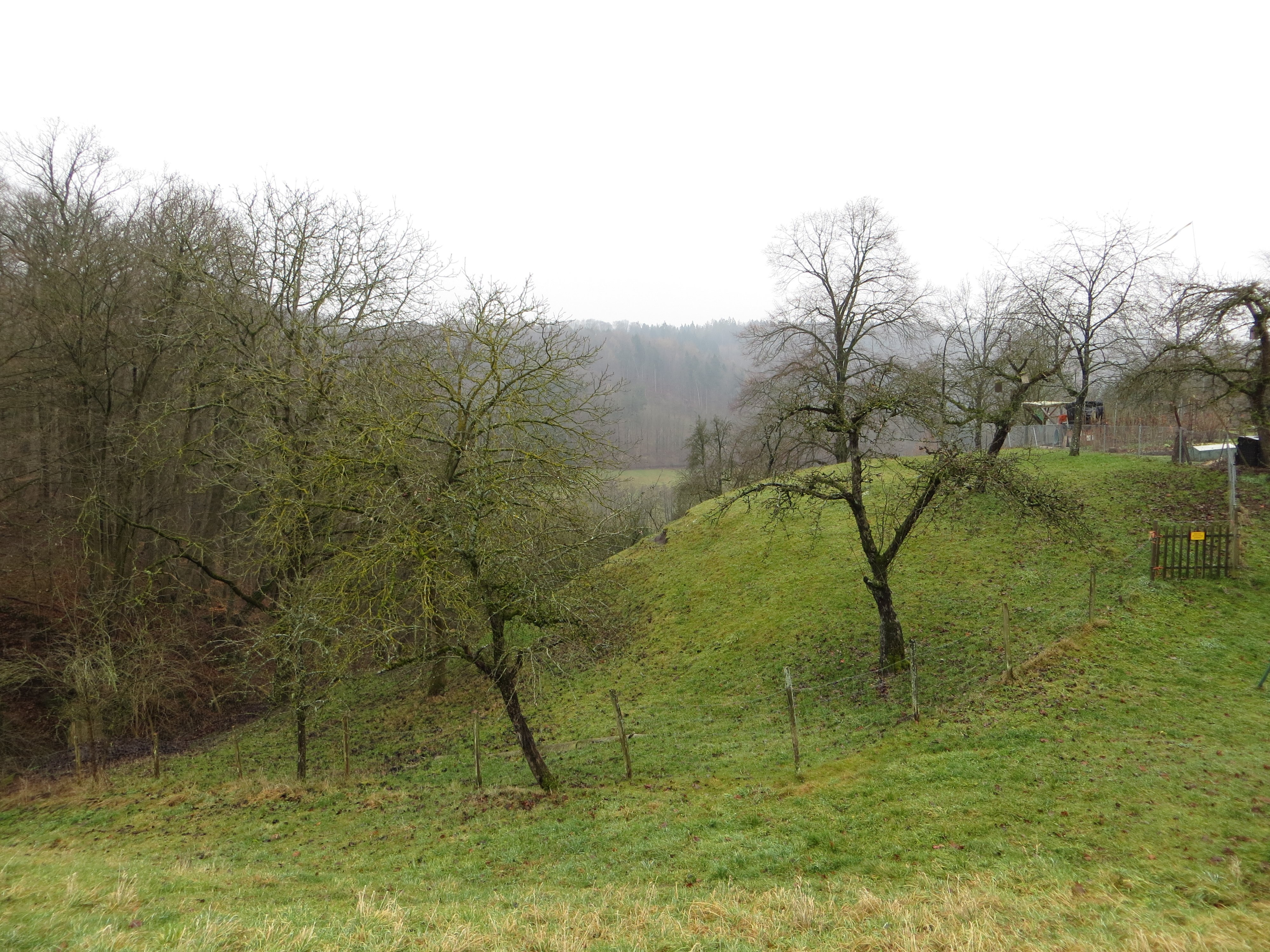
Ehemaliger Burgplatz von Burg Hohenriet in Vorhof (2013)

Von der ehemaligen Burg Hohenriet (der Name bedeutet gerodete Höhe) sind nur Mauerreste am östlichen Ende von Vorhof, am Rande des steil abfallenden Berges zum Buchbach hin, erhalten. Die Burg wurde erstmals 1140 erwähnt und 1528 zerstört.

## Herrschaft
Der Name Heinriet wurde 1139 mit der Nennung eines Helferich de Hehenried im Gefolge König Konrads III. erstmals urkundlich erwähnt. Die Herren von Burg Hohenriet werden im 12. und 13. Jahrhundert mehrfach erwähnt und tragen dasselbe Wappen wie die Hacken zu Hoheneck aus Hoheneck und die Herren Hummel von Lichtenberg von Burg Lichtenberg.
In der ersten Hälfte des 13. Jahrhunderts ist Gerung von Heinriet mit Elisabeth von Steinheim verheiratet, der späteren Gründerin und Stifterin des Klosters Mariental in Steinheim an der Murr. Eine Nonne dieses Klosters trug den Namen Burcsint von Heinriet.
Außer ihrem Stammsitz hatten die Herren von Heinriet auch weitere Besitzungen, so gründeten sie um 1300 die Burg in Dallau, wo sie auch die Ortsherrschaft ausübten. Konrad von Heinrieth erwarb 1327 außerdem Burg und Stadt Neudenau von Konrad von Weinsberg. 1330 erwarb Graf Nicolaus von Löwenstein die Hälfte von Burg und Dorf Unterheinrieth. Nach zahlreichen Verkäufen und Beleihungen gelangten die Grafen von Löwenstein 1364 in den Besitz der gesamten Herrschaft.
Die Herren von Heinriet verkauften in der Folgezeit auch alle auswärtigen Besitztümer, so dass sie 1456 völlig besitzlos waren, bevor mit Philipp von Heinriet 1462 der letzte Nachkomme starb.